# Gouvernement Japarov I
Pour les articles homonymes, voir Gouvernement Sadyr Japarov.
République kirghize
Boronov Maripov
Le gouvernement Sadyr Japarov I est le gouvernement de la République kirghize à partir du 14 octobre 2020.

## Historique

### Formation
Le 6 octobre 2020, le Premier ministre Koubatbek Boronov démissionne en raison des manifestations provoquées par l'annonce des résultats des élections législatives qui se sont tenues deux jours plus tôt. Le même jour, il est remplacé par Sadyr Japarov, élu par le Conseil suprême pour assurer l'intérim. Le premier vice-Premier ministre Almazbek Baatyrbekov est de son côté nommé le 9 octobre Premier ministre par intérim par le président Jeenbekov.
Japarov est élu Premier ministre par le Conseil suprême le 10 octobre avec 62 voix favorables, dont 51 députés présents, et annonce la composition de son gouvernement qui correspond pour l'essentiel à celle du gouvernement précédent. Son élection est cependant contestée par une partie des députés. Le 14 octobre, le Conseil suprême renouvelle sa confiance avec 83 voix favorables au Premier ministre qui forme alors son équipe définitive. Le président signe son décret de nomination dans la foulée.

### Succession
Après la suspension des pouvoirs officiels du Premier ministre Sadyr Japarov le 14 novembre 2020, dans le cadre de sa participation à l'élection présidentielle kirghize de 2021, Novikov devient Premier ministre par intérim,. Le 21 janvier 2021, peu après sa victoire à la présidentielle, Japarov démissionne de la tête du gouvernement.

## Composition

### Annoncée le 10 octobre 2020
- Par rapport au gouvernement Koubatbek Boronov, les nouveaux ministres sont indiqués en gras, ceux ayant changé d'attributions en italique[11],[12],[13],[14]

| Poste                                                                               | Titulaire | Titulaire                                | Parti        |
| ----------------------------------------------------------------------------------- | --------- | ---------------------------------------- | ------------ |
| Premier ministre                                                                    |           | Sadyr Japarov                            | Mekenchil    |
| Premier vice-Premier ministre                                                       |           | Almazbek Baatyrbekov                     | Kirghizistan |
| Vice-Premier ministre Chargé de la Sécurité                                         |           | Akram Madumarov                          |              |
| Vice-Premier ministre Chargé des Affaires économiques                               |           | Vacant                                   |              |
| Vice-Première ministre Chargée des Affaires sociales                                |           | Aida Ismailova                           | Birimdik     |
| Ministre des Affaires étrangères                                                    |           | Chingiz Aidarbekov                       |              |
| Ministre des Affaires internes                                                      |           | Ulan Niyazbekov (à partir du 11/10/2020) |              |
| Ministre de la Justice                                                              |           | Marat Zhamankoulov                       |              |
| Ministre des Finances                                                               |           | Baktygul Jeenbaeva                       | Akshoumkar   |
| Ministre de l'Économie                                                              |           | Sanzhar Mukanbetov                       |              |
| Ministre de l'Agriculture, de l'Industrie alimentaire et des réclamations foncières |           | Erkinbek Choduev                         |              |
| Ministre du Transport et des routes                                                 |           | Zhanat Beichenov                         |              |
| Ministre des Situations d'urgence                                                   |           | Zamirbek Askarov                         |              |
| Ministre de l'Éducation et de la Science                                            |           | Kanybek Isakov                           | PSDK         |
| Ministre de la Santé                                                                |           | Sabirzhan Abdikarimov                    |              |
| Ministre de la Culture, de l'Information et du Tourisme                             |           | Azamat Zhamankoulov                      |              |
| Ministre du Travail et du Développement social                                      |           | Ulukbek Kochkorov                        | Birimdik     |
| Dirigeant du Bureau gouvernemental                                                  |           | Taalaibek Temiraliev                     |              |
| Président du comité pour la Défense                                                 |           | Erlis Terdikbaev                         |              |
| Président du comité pour l'Industrie, l'Énergie et les Ressources minières          |           | Emil Osmonbetov                          |              |
| Président du comité pour les Technologies de l'information et les Communications    |           | Altynbek Ismailov                        |              |
| Président du comité pour la Sécurité nationale                                      |           | Zhanybek Kaparov (intérim)               |              |

### Initiale (14 octobre 2020)
- Les nouveaux ministres sont indiqués en gras, ceux ayant changé d'attributions en italique[16].

| Poste                                                                               | Titulaire          | Titulaire                                   | Parti       |
| ----------------------------------------------------------------------------------- | ------------------ | ------------------------------------------- | ----------- |
| Premier ministre                                                                    |                    | Sadyr Japarov (jusqu'au 21/01/2021)         | Mekenchil   |
| Premier ministre                                                                    | Artem Novikov a.i. |                                             |             |
| Premier vice-Premier ministre                                                       |                    | Artem Novikov                               |             |
| Vice-Premier ministre Chargé de la Sécurité                                         |                    | Ravchan Sabirov                             | Mekenchil   |
| Vice-Premier ministre Chargé des Affaires économiques                               |                    | Maksat Mamytkanov                           | Chong Kazat |
| Vice-Première ministre Chargée des Affaires sociales                                |                    | Aida Ismailova (jusqu'au 28/10/2020)        | Birimdik    |
| Vice-Première ministre Chargée des Affaires sociales                                |                    | Elvira Surabaldieva                         | Ata-Meken   |
| Ministre des Affaires étrangères                                                    |                    | Ruslan Kazakbaev                            | Respoublika |
| Ministre des Affaires internes                                                      |                    | Ulan Niyazbekov                             |             |
| Ministre de la Justice                                                              |                    | Marat Zhamankoulov                          |             |
| Ministre des Finances                                                               |                    | Kyïalbek Moukachev                          |             |
| Ministre de l'Économie                                                              |                    | Sanzhar Mukanbetov                          |             |
| Ministre de l'Agriculture, de l'Industrie alimentaire et des réclamations foncières |                    | Erkinbek Chodouev (jusqu'au 21/10/2020)     |             |
| Ministre de l'Agriculture, de l'Industrie alimentaire et des réclamations foncières |                    | Tilek Toktogaziev                           | Ata-Meken   |
| Ministre du Transport et des routes                                                 |                    | Bakyt Berdaliev                             | Birimdik    |
| Ministre des Situations d'urgence                                                   |                    | Boobek Azhikeev                             |             |
| Ministre de l'Éducation et de la Science                                            |                    | Almazbek Beichenaliev                       |             |
| Ministre de la Santé                                                                |                    | Alymkadyr Beichenaliev                      | Mekenchil   |
| Ministre de la Culture, de l'Information et du Tourisme                             |                    | Nourzhigit Kadyrbekov                       | Yyman Nuru  |
| Ministère du Travail et du Développement social                                     |                    | Ulukbek Kochkorov (jusqu'au 25/11/2020)     | Birimdik    |
| Ministère du Travail et du Développement social                                     | Aliza Soltonbekova |                                             |             |
| Dirigeant du Bureau gouvernemental                                                  |                    | Bakyt Amanbaev                              | Mekenchil   |
| Président du comité pour la Défense                                                 |                    | Erlis Terdikbaev                            |             |
| Président du comité pour l'Industrie, l'Énergie et les Ressources minières          |                    | Zhyrgalbek Sagynbaev                        |             |
| Président du comité pour les Technologies de l'information et les Communications    |                    | Altynbek Ismailov                           |             |
| Président du comité pour la Sécurité nationale                                      |                    | Zhanybek Kaparov (intérim)                  |             |
| Président du comité pour la Sécurité nationale                                      |                    | Kamtchybek Tachiev (à partir du 16/10/2020) | Mekenchil   |